# Chengzhao (sockenhuvudort i Kina, Zhejiang Sheng, lat 27,92, long 119,62)
Chengzhao (kinesiska: 澄照乡) är en sockenhuvudort i Kina. Den ligger i provinsen Zhejiang, i den östra delen av landet, omkring 260 kilometer söder om provinshuvudstaden Hangzhou. Antalet invånare är 3 979. Befolkningen består av 1 824 kvinnor och 2 155 män. Barn under 15 år utgör 13,0 %, vuxna 15-64 år 69 %, och äldre över 65 år 16,0 %.
Runt Chengzhao är det ganska tätbefolkat, med 78 invånare per kvadratkilometer. Närmaste större samhälle är Shawan, 17,0 km sydväst om Chengzhao. I omgivningarna runt Chengzhao växer i huvudsak blandskog.
Genomsnittlig årsnederbörd är 2 328 millimeter. Den regnigaste månaden är juni, med i genomsnitt 383 mm nederbörd, och den torraste är januari, med 67 mm nederbörd.